# Grimm (comédie musicale)
Pour les articles homonymes, voir Grimm.
Grimm! est une comédie musicale allemande composée par Peter Lund en 2014.

## Fiche technique
- Scénographe : Peter Lund
- Direction musicale: Hans-Peter Kirchberg / Tobias Bartholmeß
- Chorégraphie : Neva Howard
- Décors/Costumes : Ulrike Reinhard

## Distribution originale à Graz / Rôles principaux
- Sigrid Spörk : Petit Chaperon Rouge
- Christof Messner : Grimm, le jeune loup
- Franz Gollner : Sultan, le vieux chien de ferme
- Florian Stanek : Rex, son fils
- János Mischuretz : le porc habile
- Eleftherios Vincent Chladt : porcelet
- Alisca Baumann : Dicklinde, Porky Pig
- Jutta Panzenböck : Gisela Geiß/grand-mère hibou

## Reprises
- Théâtre jeunesse Next Liberty, Graz (Autriche), 2014
- Neuköllner Oper, Berlin (Allemagne), 2015